# Jakuba Kołasa
Jakuba Kołasa (biał. Якуба Коласа, ros. Якуба Коласа) – przystanek kolejowy w miejscowości Lusino, w rejonie hancewickim, w obwodzie brzeskim, na Białorusi. Leży na linii Równe – Baranowicze – Wilno. Nazwa pochodzi od ulicy Jakuba Kołasa, przy której położone jest stacja.